# 欒州
欒州（らんしゅう）は、中国にかつて存在した州。
596年（開皇16年）、隋代により趙州より分割設置された。605年（大業元年）に廃止となり、管轄県は趙州に統合された。

## 下部行政区画
- 欒城県
- 平棘県
- 宋子県
- 廮陶県
- 広阿県
- 安国県
- 柏仁県
- 内丘県
- 賛皇県
- 柏郷県